# 브랜든 메켈레
브랜든 메켈레(Brandon Mechele, 1993년 1월 28일 ~ )는 벨기에의 축구선수이다. 포지션은 수비수이다. 현재 벨기에 퍼스트 디비전 A 클뤼프 브뤼허 KV에서 뛰고 있다.